# Солнцев, Вадим Михайлович
Вади́м Миха́йлович Со́лнцев (28 марта 1928, Богородск — 19 апреля 2000, Москва) — советский и российский лингвист, педагог, специалист по языкам Юго-Восточной Азии, член-корреспондент АН СССР с 1984 года по Отделению литературы и языка.

## Биография
В 1949 году окончил Московский институт востоковедения. Работал заместителем директора академического Института востоковедения, с 1994 года заведовал отделом языков Восточной и Юго-Восточной Азии Института языкознания.
Многие годы читал курс теоретической грамматики китайского языка в Военном институте иностранных языков.
Главные направления научной деятельности: общее языкознание, теория изолирующих языков, проблема строя китайского, вьетнамского и других языков Восточной, Центральной и Юго-Восточной Азии.
С 1971 года — заместитель главного редактора журнала «Вопросы языкознания», позднее входил в состав редколлегии журнала «Известия РАН. Серия литературы и языка». Руководитель подкомиссии по присуждению Ленинской и Государственной премий СССР в области филологических наук (1988—1991).
Лауреат Государственной премии России за «Лингвистический энциклопедический словарь» (1995).
Скончался 19 апреля 2000 года. Похоронен в Москве на Троекуровском кладбище.
Супруга — лингвист Н. В. Солнцева (1926—2014).

## Основные научные труды
- Проблема слова и корня в китайском языке. Автореф.дисс. … к.филол.н. М., 1953.
- Очерки по современному китайскому языку. (Введение в изучение китайского языка). М., Изд-во ИМО. 1957. 207 стр. 3250 экз.
- Солнцев В. М., Лекомцев Ю. К., Мхитарян Т. Т., Глебова И. И. Вьетнамский язык / отв. ред. В. М. Солнцев. — М.: Издательство восточной литературы, 1960. — 100 с. — (Языки зарубежного Востока и Африки). — 2000 экз.
- Язык как системно-структурное образование. (К проблеме онтологии языка). Автореф.дисс. … д.филол.н. М., 1970.
- Язык как системно-структурное образование. М., Наука. 1971. 292 стр. 3600 экз. 2-е изд. М., Наука. 1977. 341 стр. 4000 экз.
- Введение в теорию изолирующих языков. В связи с общими особенностями человеческого языка. М., Вост.лит. 1995. 352 стр. 1500 экз.